# Красњик
Красњик (пољ. Kraśnik) град је у Пољској у Војводству лублинском. По подацима из 2012. године број становника у месту је био 36 038.

## Становништво
| 2012.  |
| ------ |
| 36 038 |

## Партнерски градови
- Nogent-sur-Oise
- Шато Сален